# الماقول
الماقول (به لاتین: Almoghul) یک منطقهٔ مسکونی در افغانستان است که در ولایت بلخ واقع شده‌است.